# 達西·琳恩
達西·琳恩（英語：Darci Lynne Farmer，2004年10月12日—），美國腹語師、歌手。她在第十二屆美國達人秀獲得總冠軍。達西是第三位贏得美國達人秀的女性，她同時也是第三名獲得總冠軍的腹語師。